# Enric Armengol i Rigol
Enric Armengol i Rigol (La Palma de Cervelló,1924 - Molins de Rei, 10 d'octubre de 1945) va ser un ciclista català. El seu futur prometedor es va veure trencat per un accident durant una cursa ciclista amb un cotxe que va causar la seva mort uns dies després. Del seu curt palmarès destaca una victòria d'etapa a la Volta a Catalunya de 1945.

## Palmarès
- 1945
  - 1r al Trofeu Masferrer
  - Vencedor d'una etapa del Volta a Catalunya